# Pheidole maufei
Pheidole maufei är en myrart som beskrevs av Arnold 1920. Pheidole maufei ingår i släktet Pheidole och familjen myror. Inga underarter finns listade i Catalogue of Life.